# 岡野雄一
岡野 雄一（おかの ゆういち、1950年1月11日 - ）は、日本の漫画家。自著においては自身のことをペコロスと名乗る。ペコロスとは西洋玉ねぎのことで、自身のはげ頭にそっくりなので借用している。既婚（再婚）で息子が一人いる。

## 来歴
1950年、長崎県長崎市にて生まれ育った。父は再婚で、親戚にあたる女性と結婚した。その間に生まれたのが、岡野である。父は三菱重工業長崎造船所に勤務するかたわら、斎藤茂吉に師事するアララギの歌人でもあった。
長崎市立勝山小学校（のちに長崎市立新興善小学校、長崎市立磨屋小学校と統合再編され長崎市立桜町小学校と長崎市立諏訪小学校に）、長崎市立長崎中学校を経て、長崎県立長崎東高等学校に入学する。高等学校卒業後に上京し、専門学校でデザインを学んだ。
専門学校卒業後は司書房に勤務し、官能劇画誌『漫画エロス』の編集長となる。同誌からは丸尾末広の代表作『少女椿』などを輩出した。司書房には15年間ほど勤務したのち同誌の休刊を機に退職し、長崎県に帰郷した。その後は広告代理店での営業、タウン誌の編集長などを経て、漫画家となった。その後、タウン誌や病院の広報誌などに漫画を掲載するようになる。当初は単行本を自費制作していたが、地元の書店に置いた『ペコロスの母に会いに行く』と『ペコロスの玉手箱』の売れ行きが好調だったことから、それらを再編集し『ペコロスの母に会いに行く』として西日本新聞社より全国発売された。のちにNHKによりテレビドラマ化（『ペコロス、母に会いに行く』）されるとともに、森﨑東により映画化された。同作で第42回日本漫画家協会賞優秀賞受賞。また、母との暮らす日常や作品を執筆する様子が、NHKの『ハートネットTV』にて特集された。
なお、『ペコロスの母に会いに行く』で描かれた母親みつえは2014年8月24日に91歳で死去している。（父親さとるは、80歳で死去。）
現在は、毎週火曜掲載の『ペコロスの陽だまりの時間（続・ペコロスの母に会いに行く）』（西日本新聞）、隔月（奇数月）第3週掲載の『ペコロスの母の思い出』（しんぶん赤旗）、『ペコロスの母の玉手箱』（週刊朝日）で執筆中である。
2018年11月、『ペコロスの陽だまりの時間』（西日本新聞）で、「ペコロスの母に会いに行く」のアニメ化の企画が進行中であることを明かしている。
2018年12月26日、ショートアニメ「ペコロスの母に会いに行く」が、NBCテレビ（長崎放送）にて、2019年4月から放映されることが発表された。公式ホームページ（https://pecoross.x0.com/）が、公開されている。
2019年1月4日、岡野がキャラクターデザインと監修を担当したアニメーションが、認知症をテーマにした歌「愛のカタチ」のミュージックビデオ（MV）となり、公開された。MVはYouTube『海蔵亮太「愛のカタチ」×「ペコロスの母に会いに行く」コラボMV』で見ることができる。
現在、下記 各紙にて連載中　（順不同）（2019年3月現在）
- 西日本新聞

「ペコロスの陽（ひ）だまりの時間」（朝刊 火曜日 くらし面）
- 新潟日報

「ペコロスの陽（ひ）だまりの時間」
- 北海道新聞

「ペコロスの陽（ひ）だまりの時間」
- しんぶん赤旗

「ペコロスの母の思い出」（日曜版 奇数月 第三日曜日）
- 週刊朝日

「ペコロスの母の玉手箱」

## 作風
老齢の母を描いた作品が多く「介護マンガ」と呼ばれることもあるが、グループホームで暮らす母のもとへ面会に通う生活を「介護」といっていいのかと作者自身は複雑な気持ちであったという。しかし、伊藤比呂美から「それもまた介護です」と評されたり、介護関係者らから作品に対する声が寄せられたりしたことが、大きな力になったとしている。

## 賞歴
- 2013年 - 日本漫画家協会賞優秀賞。

## 作品

### 単著
- ペコロスの玉手箱（自費出版、2009年）
- ペコロスの母に会いに行く（西日本新聞社、2012年） - 著 ISBN 9784816708534
- ペコロスの母の玉手箱（朝日新聞出版、2014年） - 著 ISBN 9784023313286
- みつえばあちゃんとぼく（西日本新聞社、2015年） - 著 ISBN 9784816709111
- ペコロスのいつか母ちゃんにありがとう: 介護げなげな話（小学館、2016年） - 著 ISBN 9784093884983
- ペコロスの母の贈り物（朝日新聞出版、2016年） - 著 ISBN 9784023314757
- ペコロスの母の忘れ物（朝日新聞出版、2018年） - 著 ISBN 9784023316546

### 寄稿
- ペコロスの春よ来い（『文藝春秋』91巻3号、文藝春秋、2013年3月1日、312-317頁）
- 『ペコロスの母に会いに行く』傑作選（『文藝春秋』91巻3号、文藝春秋、2013年3月1日、318-321頁）

### テレビドラマ
- ペコロス、母に会いに行く（NHK、2013年2月17日） - 原作

### 映画
- ペコロスの母に会いに行く - 原作

### 舞台
- ペコロスの母に会いに行く

### テレビアニメ
- ペコロスの母に会いに行く（NBCテレビ（長崎放送）、2019年4月）

### アルバム
- ペコロスの唄（2004年、フラクチャーレコード）
- どんげんでんなる!!（2006年、フラクチャーレコード）
- 波の音のタンバリン（2009年、フラクチャーレコード）
- 祈っとっと（2014年、フラクチャーレコード）

## 出演

### テレビ
- 「みつえとゆういち―親子で紡ぐ“認知症”漫画」（『ハートネットTV』日本放送協会、2012年11月29日）